# Darko Balaban
Darko Balaban, (Novi Sad, Serbia, 29 de septiembre de 1989) es un jugador de baloncesto serbio, que actualmente juega en el Cimarrones del Chocó, club de la Liga Profesional de Baloncesto de Colombia. Con 2.13 de estatura, su puesto natural en la cancha es el de pívot.

## Trayectoria
Se inició en el mundo del baloncesto jugando en su localidad natal. Pronto llamó la atención de los equipos punteros de su país y en 2007 se incorpora al Partizan de Belgrado, donde juega durante tres temporadas. Tras pasar por el Crvena Zvezda en la 2010-11, Balaban recala en el KK Smederevo, donde esa campaña se convierte en el MVP de la liga Serbia, lo que le vale para dar el salto a otras competiciones europeas como la rumana, donde jugó en el Targu-Mures o la macedonia, enrolado en las filas del Feni Indistrija Kavadarci. 
En el verano de 2014 llega al Naturtex SZTE-Szedeak de la primera división húngara en el que promedió 21 puntos y 8.5 rebotes por encuentro que le sirvieron para ser incluido en el quinteto ideal de la competición y fichar por el conjunto griego del PAOK Salonica. A los pocos partidos abandonaba el cuadro heleno para terminar la temporada vistiendo la camiseta del Dinamo Bucaresti rumano. De los Cárpatos daba el salto a la liga tunecina para jugar en el Club Africain y proclamarse campeón de la competición doméstica. 
La temporada 2017/18 volvía a Serbia de la mano del Borac Čačak con el que fue finalista de la liga Serbia y alcanzó la Final Four de la segunda división de la ABA League.
En 2018/19 firmó con el Club Melilla Baloncesto, club de LEB Oro española, promediando 7.2 puntos y 4.3 rebotes.
En la temporada 2019/20 permanece en la Liga LEB Oro enrolado en las filas de Club Ourense Baloncesto, siendo uno de los jugadores más destacados de la competición logrando unas medias de 15.2 puntos y 6.4 rebotes.
En la temporada 2020-21 firma con el BC Balkan Botevgrad de la liga búlgara, alcanzando promedios de 12.9 puntos y 6.6 rebotes por encuentro.
En la temporada 2021-22, firma por el Cherkaski Mavpy de la Superliga de Baloncesto de Ucrania, en el que jugaría hasta noviembre de 2021.
En enero de 2022, firma por el Kouchin Amol de la Superliga de baloncesto de Irán.
El 14 de marzo de 2023, se incorpora al Club Melilla Baloncesto, club de LEB Oro española. Disputó 11 encuentros en los que promedió 13.6 puntos y 5.8 rebotes. 
En julio de 2023, firma por el Defensor Sporting Club, club de Liga Uruguaya de Básquetbol. Participó en 13 partidos en los que registró medias de 7.8 puntos y 4.9 rebotes, finalizando su contrato a finales del mes de diciembre.
El 12 de febrero de 2024 se anuncia su incorporación al Cáceres Patrimonio de la Humanidad.Permanece en dicho club hasta la finalización de la temporada 2023-24, disputando 14 partidos en los que promedió 8.1 puntos y 5.3 rebotes.